# Matebeleng
Matebeleng è un villaggio del Botswana situato nel distretto di Kgatleng, sottodistretto di Kgatleng. Il villaggio, secondo il censimento del 2011, conta 2.196 abitanti.

## Località
Nel territorio del villaggio sono presenti le seguenti 3 località:
- Belabela di 111 abitanti,
- Mmatshipa di 260 abitanti,
- Moelole di 17 abitanti